# فرح الهادي
فرح الهادي (7 فبراير 1995 -)، ممثلة غير كويتية.

## عن حياتها
ولدت لأب من أصل عراقي وأمُ إيرانية. انفصل والداها ولم تلتقي بوالدها مُنذ كانت في سن الخامسة حاصلة على شهادة بكالوريوس تسويق، بدأت مشوارها الفني في العام 2008 في مسلسل بعد منتصف الخوف. وهي أخت الممثلة شوق الهادي، كما أن المذيعات عبير وحنان جابر هن بنات خالتها.

### حياتها الأسرية
في عام 2017 أُشيع في الصحافة خبر ارتباطها بالممثل عقيل الرئيسي بعد علاقة صداقة قوية وظهور مستمر على مواقع التواصل مع بعضهما، إلا أنها صرحت أنه لم يرتبطا رسمياً، بعد فترة قصيرة من الإنكار قام عقيل بطلب يدها للزواج بالانستغرام بقوله «هل تقبلين الزواج بي» ووافقت بعد خطوبتها في شهر أغسطس تم عقد قرانهما في 20 نوفمبر 2017، وأقيم حفل زفافهم في ليلة رأس السنة في 31 ديسمبر 2017. في أغسطس 2023 انجبت ابنهما الأول «آدم»، وفي ديسمبر 2024 انجبت ابنهما الثاني «نوح».

### تقديم البرامج
في شهر رمضان لعام 2025 قامت بمشاركة زوجها عقيل الرئيسي بتقديم برنامج طبخ بعنوان «مطبخ عقيل وفرح» والذي بث خلال منصة شاشا.

### غسل الأموال
بعد شهور من التحريات والتحقيق، في 27 يوليو 2020 أصدر النائب العام الكويتي المُستشار "ضرار العسعوسي" قرارًا بالحجز على أموال 10 مشاهير مُتهمين بغسل الأموال ومنعهم من السفر وجاء اسمها من بينهم، كما عممت وزارة الداخلية الكويتية على جميع منافذ الدولة أسماء المُتهمين كإجراء إحترازي تجنبًا لهروب أي مُتهم عبر المنافذ. وذكرت جريدة القبس الكويتية وفقًا لمصدر أمني بأن الأدلة على هؤلاء المُتهمين هي أدلة قطعية. وفي 6 سبتمبر 2020، بدأت النيابة العامة الكويتية بالتحقيق معها بتُهمة غسل الأموال وتضخم أرصدتها البنكية. بعد تحقيق دام لساعات، أخلت النيابة العامة سبيلها بكفالة قدرها 2,000 دينار كويتي، ووُجهت لها تُهمة شبهات غسل الأموال وإعلانات غير مشروعة.

## أعمالها

### من أعمال التلفزيون
| سنة الإنتاج | اسم المسلسل          | الشخصية           |
| ----------- | -------------------- | ----------------- |
| 2008        | بعد منتصف الخوف      | رونق              |
| 2008        | وشاءت الأقدار        |                   |
| 2008        | فضة قلبها أبيض       | مي                |
| 2008        | سقوط الأقنعة         |                   |
| 2009        | رسائل من صدف         | دعاء (وهي صغيرة)  |
| 2009        | الهدامة              | منيرة (وهي صغيرة) |
| 2010        | حيتان وذئاب          |                   |
| 2010        | ساهر الليل           | نورة              |
| 2010        | البيت المسكون        |                   |
| 2010        | ليلة عيد             | لولوة (وهي صغيرة) |
| 2010        | أميمة في دار الأيتام | نوف               |
| 2011        | بنات الثانوية        | منال              |
| 2011        | وجع الإنتصار         | عهد               |
| 2012        | هذه ليلتي            | عدة شخصيات        |
| 2013        | سكن الطالبات         | ندى               |
| 2013        | الملافع              |                   |
| 2014        | جرح السنين           |                   |
| 2015        | تورا بورا            | عذاري             |
| 2015        | في أمل               | لولوة             |
| 2015        | حال مناير            | زمزم              |
| 2017        | كان في كل زمان       | بوجا              |
| 2017        | تعبت أراضيك          | دلال              |
| 2017        | بو طبيع              | أسيل              |
| 2017        | الحالمون             |                   |
| 2018        | كلام أصفر            | أبرار             |
| 2020        | عافك الخاطر          | هبة               |
| 2021        | بين أيديك            | كاميليا           |
| 2025        | أفكار أمي            |                   |

### في المسرح
| سنة الإنتاج | المسرحية   | الشخصية |
| ----------- | ---------- | ------- |
| 2010        | عصابة عزوز |         |
| 2014        | عالم أوز   |         |
| 2017        | الملكة     |         |
| 2017        | ماما نانا  |         |
| 2018        | الخفافيش   |         |

### في السينما
| سنة الإنتاج | الفيلم | الشخصية |
| ----------- | ------ | ------- |
| 2017        | هامة   |         |

## روابط خارجية
- فرح الهادي على موقع IMDb (الإنجليزية)
- فرح الهادي على موقع قاعدة بيانات الأفلام العربية